# IC 223
IC 223 — галактика типу IBm (змішана іррегулярна витягнута галактика) у сузір'ї Кит.
Цей об'єкт міститься в оригінальній редакції індексного каталогу.